# Hampea platanifolia
Hampea platanifolia är en malvaväxtart som beskrevs av Standley. Hampea platanifolia ingår i släktet Hampea och familjen malvaväxter. Inga underarter finns listade i Catalogue of Life.